# جان سیلوا میهان

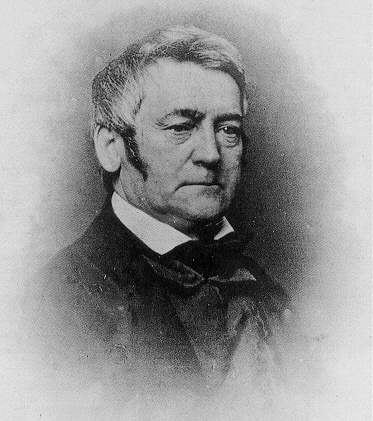
جان گلد استفانسون

جان سیلوا میهان (به انگلیسی: John Silva Meehan) ( تولد : ۶ فوریه ۱۷۹۰ - ۲۴ آوریل ۱۸۶۳ ) چهارمین کتابدار کتابخانه ملی کنگره آمریکا بود . وی از سال ۱۸۲۹ تا ۱۸۶۱ عهده‌دار این سمت بود .